# Eidolon helvum
Eidolon helvum es una especie de murciélago de la familia Pteropodidae, de un color amarillento y un collar anaranjado. Se encuentra en África, es una especie migratoria.

## Dieta
Principalmente fruta, pero también flores y brotes.